# Martin Buber
Martin Buber (německá výslovnost: IPA: [ˈmaʁtiːn̩ ˈbuːbɐ],  poslech; 8. února 1878 Vídeň – 13. června 1965 Jeruzalém) byl židovský filosof náboženství a překladatel rakouského původu. Podílel se na sionistickém hnutí a zasazoval se o vyrovnání s palestinskými obyvateli Izraele.

## Život a dílo

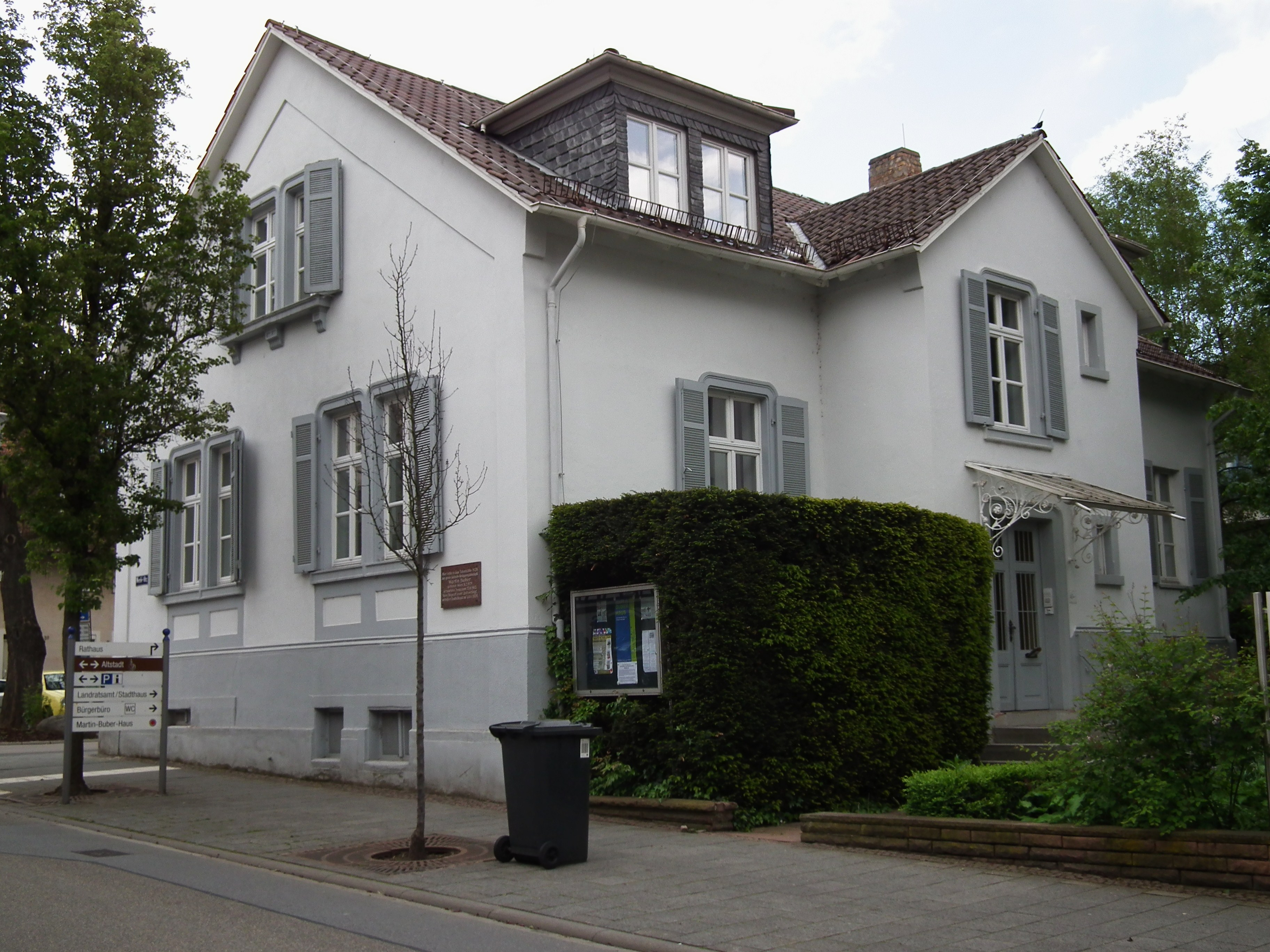
Dům Martina Bubera (1916–38) v Heppenheimu v Německu. Dnes sídlo Mezinárodní rady křesťanů a Židů.

Martin (hebrejsky Mordechai‎) Buber se narodil ve Vídni v židovské rodině. Jeho děd, Solomon Buber, byl významný učenec, který se věnoval studiu židovských chasidských tradic a Tóry. Po odluce rodičů - matka Elise Buber roz. Wurgast byla ruská herečka z Oděsy - v roce 1881 strávil Martin Buber dětství u dědy Bubera ve Lvově. Studoval tam na polském katolickém gymnáziu. Po maturitě roku 1896 studoval ve Vídni, v Lipsku, v Curychu a v Berlíně, a to filosofii, psychologii a germanistiku, mezi jeho učiteli byl i Wilhelm Dilthey a Georg Simmel.
Roku 1899 se ve Vídni seznámil s Theodorem Herzlem a připojil se k jeho sionistickému hnutí. Na rozdíl od Herzla, který chtěl založit laický židovský stát, Buberovi šlo především o židovské náboženství a kulturu.
Rovněž v roce 1899 se seznámil s katoličkou Paulou Winklerovou. Měli spolu dvě děti narozené 1900 a 1901. Oficiálně se s ní oženil až v roce 1907 poté, co přestoupila na židovskou víru.
Pracoval jako redaktor různých židovských časopisů. Roku 1902 se začal zabývat chasidstvím, jehož životní a náboženská praxe mu byla daleko bližší než politické cíle sionismu. Roku 1904 vydal disertaci o problému individuace, zejména o Jakobu Böhme a Mikuláši Kusánském a věnoval se pak už pouze studiu. Vydal několik sbírek chasidských příběhů a mýtů a pracoval opět jako redaktor. Za první světové války založil výbor na podporu východoevropských Židů.
Roku 1921 se spřátelil s Franzem Rosenzweigem a působil v jeho škole. Roku 1923 vydal své nejznámější dílo Já a Ty, věnované filosofii individuálního vztahu s druhou osobou. Od roku 1925 pracoval společně s Rosenzweigem na novém překladu Bible, který se snažil zachovat co nejvíce rysů hebrejského originálu. V letech 1930-1933 byl profesorem židovského náboženství a etiky na univerzitě ve Frankfurtu n. M., na protest proti Hitlerovu převzetí moci však roku 1933 rezignoval a roku 1938 kvůli sílícímu tlaku německého nacismu odjel do Jeruzaléma, kde učil na tamější Hebrejské univerzitě antropologii a sociologii.
Po druhé světové válce se účastnil diskusí o budoucím státu Izrael. Hájil význam židovského náboženství, zasazoval se o spravedlivý mír s Palestinci a zastával spíše kolektivistické názory. Od roku 1951 hodně cestoval a přednášel v Evropě i v USA, získal řadu významných cen a vyznamenání a až do smrti udržoval blízké vztahy se svými přáteli z Prahy, zejména Maxem Brodem, Felixem Weltschem a Hugem Bergmannem. V letech 1960 až 1962 byl prvním prezidentem Izraelské akademie věd a klasického vzdělávání.

## Myšlení
Buberovo originální myšlení inspirovali zejména Ludwig Feuerbach a Sören Kierkegaard. Lidský život je podle Bubera vždy setkáváním, které se děje v modu dvou „základních slov“, buď v modu „Já-Ty“, anebo „Já-Ono“. Osoba ovšem vzniká pouze v modu Já-Ty, a to právě skrze Ty. V modu Já-Ty se děje i vztah člověka k Bohu, protože je to dialog. Naopak vztah Já-Ono je monologický a Já se v něm nesetkává s něčím jiným, nýbrž se svojí představou protějšku, s nímž pak nakládá jako s předmětem. Předměty lze potom zkoumat, anebo využívat ke svému prospěchu, což je podle Bubera charakteristické pro moderní dobu a jedna z příčin jejích problémů.

## Spisy (výběr)
- Já a Ty (1923, česky Praha 2005)
- Obrazy dobra a zla (česky Olomouc 1994)
- Cesta člověka podle chasidského učení (česky Olomouc 1994)
- Život chasidů (Praha 1994)
- Gog a Magog: chasidská kronika (Praha 1996)
- Názory (Praha 1996)
- Problém člověka (česky Praha 1997)
- Chasidská vyprávění (česky Praha 2002)
- Temnota Boží (Praha 2002)
- Řeči o výchově (česky Praha 2017)
- Příběhy rabiho Nachmana (česky Praha 2018)
- Biblický humanismus (česky Praha 2019)
- Cesty do utopie (česky Mělník 2021)

## Citáty
| „             | Člověk se stává Já skrze Ty. | “ |
| — Werke I.:97 |                              |   |

| „                               | Úspěch není jedno z Božích jmen. | “ |
| — Frankfurter Hefte 6, 1951:195 |                                  |   |

| „             | Láska je odpovědnost nějakého Já za nějaké Ty. | “ |
| — Werke I.:88 |                                                |   |